# 孙彬
孙彬（1985年4月25日—），中国足球运动员，司职后卫，现效力于中超球队青岛中能。

## 职业生涯

### 青年队
- 进入山东鲁能泰山的鲁能足校。

### 俱乐部
- 2006年转会至青岛中能。